# Cetatea Soroca
Cetatea Soroca este o cetate moldovenească din secolul al XVI-lea care se află în prezent pe teritoriul Republicii Moldova, mai precis în orașul Soroca, reședința raionului cu același nume. Edificată inițial din lemn de Domnul Moldovei Ștefan cel Mare în 1499, în fața vadului peste Nistru, a fost reconstruită în piatră de către Petru Rareș, la mijlocul secolului al XVI-lea.

## Atestări documentare
Izvoarele istorice menționează ridicarea unor cetăți pe Nistru la vaduri, din lemn sau din piatră, în scaunul cărora se așază pârcălabi (vechi cuvânt românesc provenind din germană, i.e., de la termenul „burgmeister”, adică primar) și mari căpitani: Hotin, Soroca, Orhei, Tighina și Cetatea Albă. Se presupune că la Soroca, pe locul unei vechi escale menționată de sursele genoveze, Alciona („albastră” în grecește) sau Polihromia („colorată” în grecește – numele  sunt bizantine) a fost înălțată întâi o cetate din lemn și pământ, o palancă sau poate o posadă în primul sfert al secolului XV, dar cu o primă mențiune documentară sub numele de Soroca doar la 12 iulie 1499 odată cu primul său pârcălab Coste.
La 12 iulie 1499, la Curtea Domnească de la Hârlău, în sala jilțului domnesc, boierii din Sfatul lui Vodă adeveresc biruința lui Ștefan cel Mare, pacea cu regele polon Ioan Albert. Printre boierii Țării Moldovei se aflau Toader și Negrilă, starostii Hotinului, Ieremia și Dragoș, pârcalabii Neamțului, Luca Arbore, portarul de la Suceava, Ivancu și Alexe, pârcălabii din Orhei și Coste, pârcălabul Sorocii.
La 14 septembrie 1499, Ștefan cel Mare încheie un tratat de ajutor reciproc cu marele duce al Liteniei, Alexandru, unde, ca și în documentul precedent, este menționat „pan Coste, staroste de Soroca”.

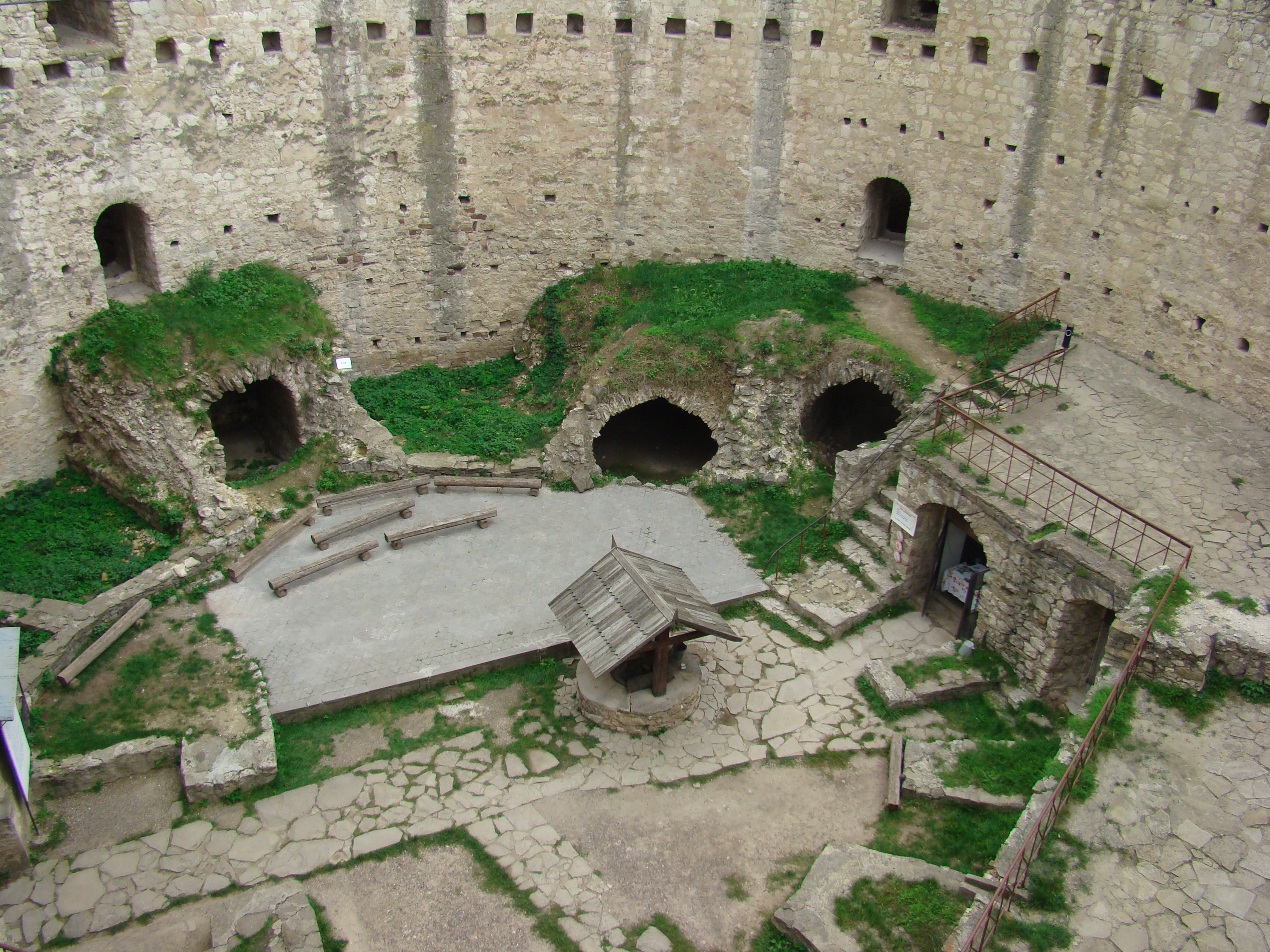
Interiorul cetății

Datorită canionului geologic pe care l-a săpat, Nistrul prezintă până în dreptul Tighinei maluri relativ abrupte iar vadurile de trecere sunt destul de puține, acestea fiind și singurele porți de intrare a cetelor de tătari venite să jefuiască așezările moldovene. Dacă vadurile de la Hotin și Tighina erau apărate de garnizoanele cetăților cu același nume, în schimb cel de la Soroca nu avea, până la domnia lui Ștefan cel Mare, o protecție din piatră, ci doar fortificații de lemn cu valuri de pământ, care aveau să existe și pe vremea lui Bogdan cel Orb.
În timpul domniei lui Petru Rareș, pe resturile vechii cetăți se construiește o cetate nouă, din piatră, de 15-20 m. care se păstrează și astăzi într-o stare excepțională. Cetatea Sorocii este unică printre cetățile medievale moldovenești prin sistemul arhitectonic de construcție. Planul său circular are un diametru de 37,5 m., patru turnuri circulare și un turn de acces de plan rectangular.
După ridicarea puternicei fortificații, orașul Soroca începe să crească în importanță având o funcție administrativă și comercială prin punctul vamal instalat aici. Totodată prin fortificarea nucleului urban de la Soroca, se încerca crearea unui nou centru de greutate a rețelei urbane moldovenești și în special a comerțului de tranzit, după pierderea în 1484 a cetăților din sudul Moldovei.

## Punct strategic

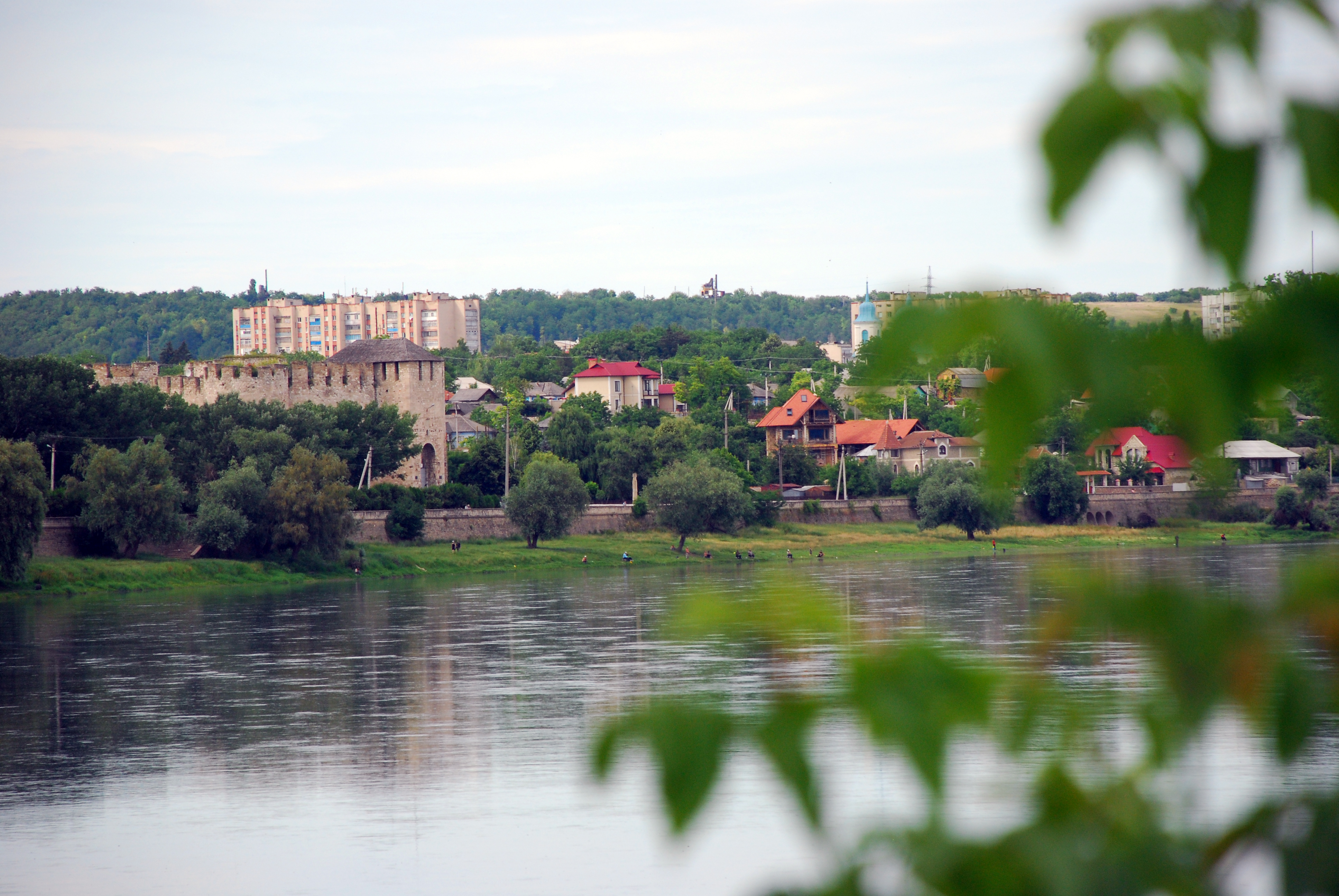
„Cetatea străjuiește malul Nistrului”.

Cetatea și ținutul Soroca, a cărei personalitate istorică și geografică apare deja definitiv fixată la sfârșitul secolului XV, ar rezulta din necesitatea organizării:
- unei frontiere politice în cursul de mijloc al fluviului Nistru pe porțiunea Naslavcea – Vadu Rașcului;
- unei circulații comerciale aflate sub protecția Cetății Soroca;
- unei vieți economice a ținutului Soroca din a cărei activitate economică își avea existența populația ținutului.

La 1 iunie 1512, domnitorul Bogdan al III-lea adresează regelui polonez o scrisoare, în care roagă să i se transmită în posesie niște mori pe Nistru, așezate față în față cu „castrum nostrum Sorocianum... contra paganos tutelam habet” – castelul nostru de Soroca, care ne apară de păgâni, document care confirmă existența, cât și rostul Cetății Soroca.

## Restaurare
Între 2013 și 2015 a avut loc restaurarea cetății în cadrul Proiectului transfrontalier „Bijuterii Medievale”: Cetățile Hotin, Soroca și Suceava, realizat de Programul operațional comun România – Ucraina – Republica Moldova 2007–2013, finanțat de Uniunea Europeană. Partenerii proiectului sunt Primăria Soroca (R. Moldova), municipiul Suceava (România) și Rezervația de Stat de Istorie și Arhitectură – Cetatea Hotin. Din cele trei milioane de euro, care este valoarea totală a proiectului, două milioane de euro i-au revenit Cetății Soroca.
În cele patru cetăți moldovenești de la Nistru (Hotin, Soroca, Tighina și Cetatea Albă), capul de bour a fost scos în perioada sovietică: la Hotin și Cetatea Albă gaura corespunzătoare este acoperită în general de un stindard cu stemele orașelor moderne respective, iar la Tighina de acvila rusească bicefală, din metal. Soroca, singura cetate care se află în prezent pe teritoriul controlat de Republica Moldova, este și singura care și-a regăsit, deasupra portalului, capul de bour moldovenesc.
Pe 19 mai 2015, de Ziua internațională a Muzeelor, Cetatea și-a deschis ușile pentru vizitatori, tot atunci găzduind și un festival medieval.
Între 2021 și 2023 a avut loc a doua etapă de restaurare în cadrul proiectului „Ștefan cel Mare-istorie comună, patrimoniu comun, Soroca- Vaslui”, unde obiectivul principal a restaurării a fost axat pe zidăria cetății, care a fost spălată și conservată cu ajutorul a niște soluții nanotehnologice de ultimă generație. În cadrul proiectului au foost restaurate totalmente două „Cazimate” sau beciuri, camere de păstrare, precum și scoasă la iveală o capcană medievală cu numele „Gura de lup” la intrare în turnul dreptunghiular. Un astfel tip de capcană era prezent în multe cetăți medievale moldovenești precum Hotin, Suceava. În aceeași etapă de restaurare au fost instalate două ascensoare pentru persoanele cu grad de dizabilitate.

## Toponimul Sorocii
Nu există izvoare documentare toponimice sigure, care ar putea explica originea denumirii Soroca. Există mai multe ipoteze susținute de cercetători:
- Sărac (puțin verosimil, ținutul fiind dimpotrivă îmbelșugat)
- Soroc (moșie pe hotarul țării, „sorocită” adică atribuită unui boier sau grup de boieri și de răzeși pentru apărarea țării în schimbul scutirii de taxe și biruri);
- Soroc-„patruzeci” în limba rusă, Soroca-„coțofană” în limba rusă sau Sroc-”termen” în limba rusă (puțin verosimil mai ales în acea epocă, dar sunt ipotezele preferate ale istoricilor ruși și sovietici);
- Sora, Sorița, Sorca, Soare (nume presupuse ale primilor posesori ai moșiei situate în lunca Nistrului, unde ulterior a fost construită prima cetate);
- Szarok, magh.: „cot”, cetatea aflîndu-se la o cotitură a Nistrului, ipoteză bazată pe existența cetelor de ostași Secui stabilite de domnitorii moldoveni în calea tătarilor, cu denumiri precum Miklósfalu, Vàrhély, Kis-Jenö, Csupor adică „valea lui Nicolae”-Miclăușeni, cetatea-Orhei, „Izvorul Mic”-Chișinău, „Ciubăr”-Ciobruci , dar deși legăturile între Ungaria și Moldova medievale sunt bine cunoscute , nu există documente scrise dovedind această ipoteză

### 2019

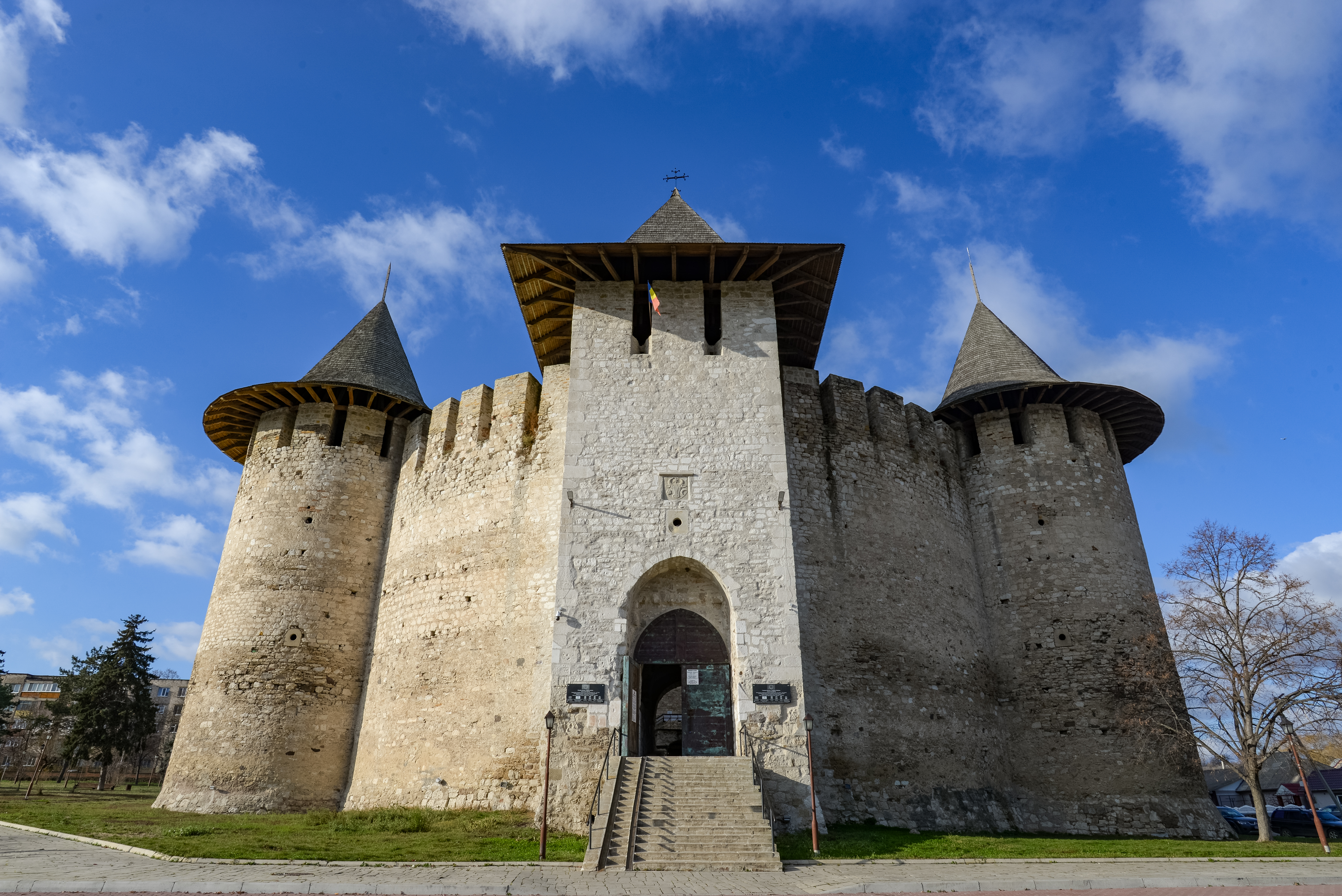
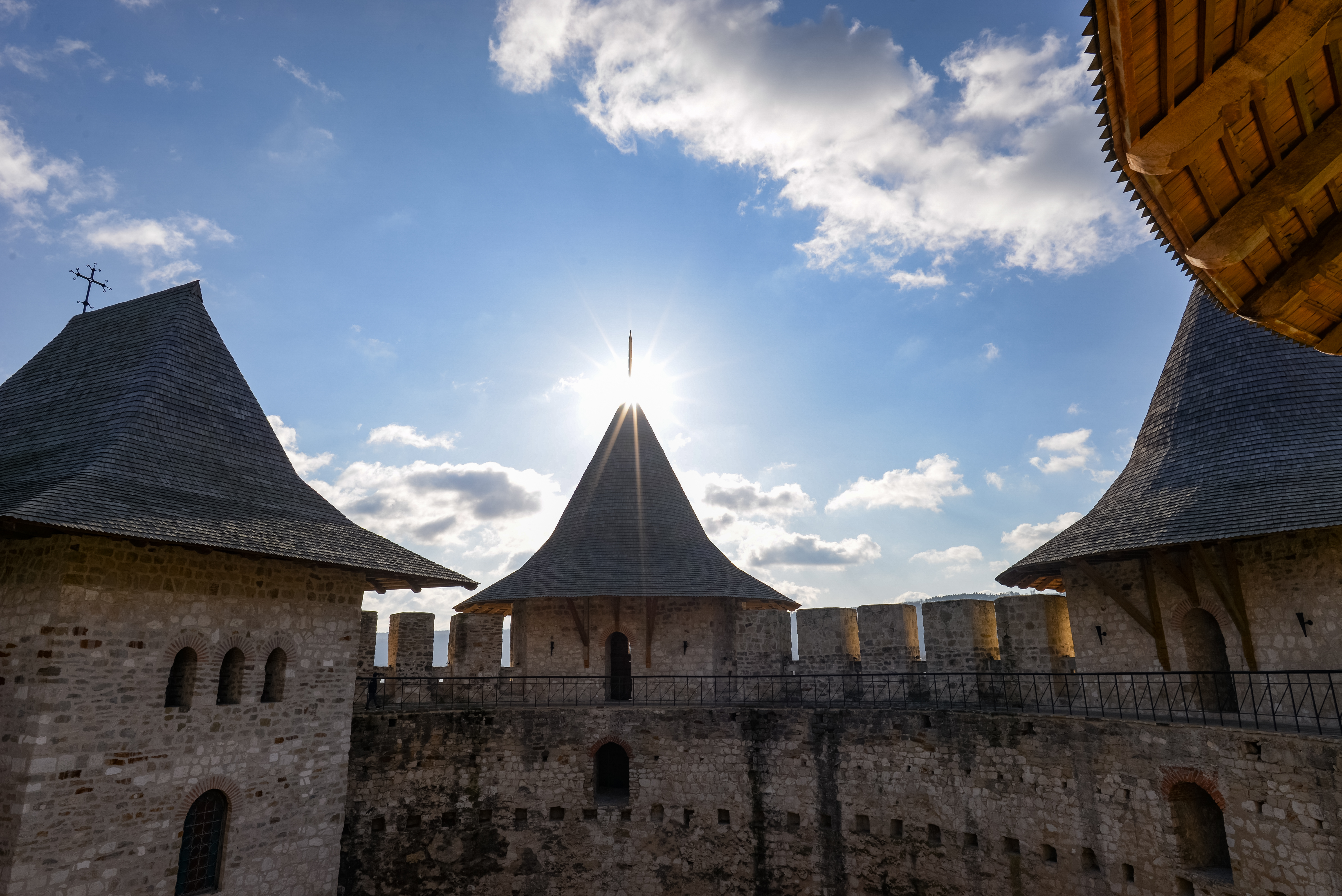

## Galerie de imagini

### 2015

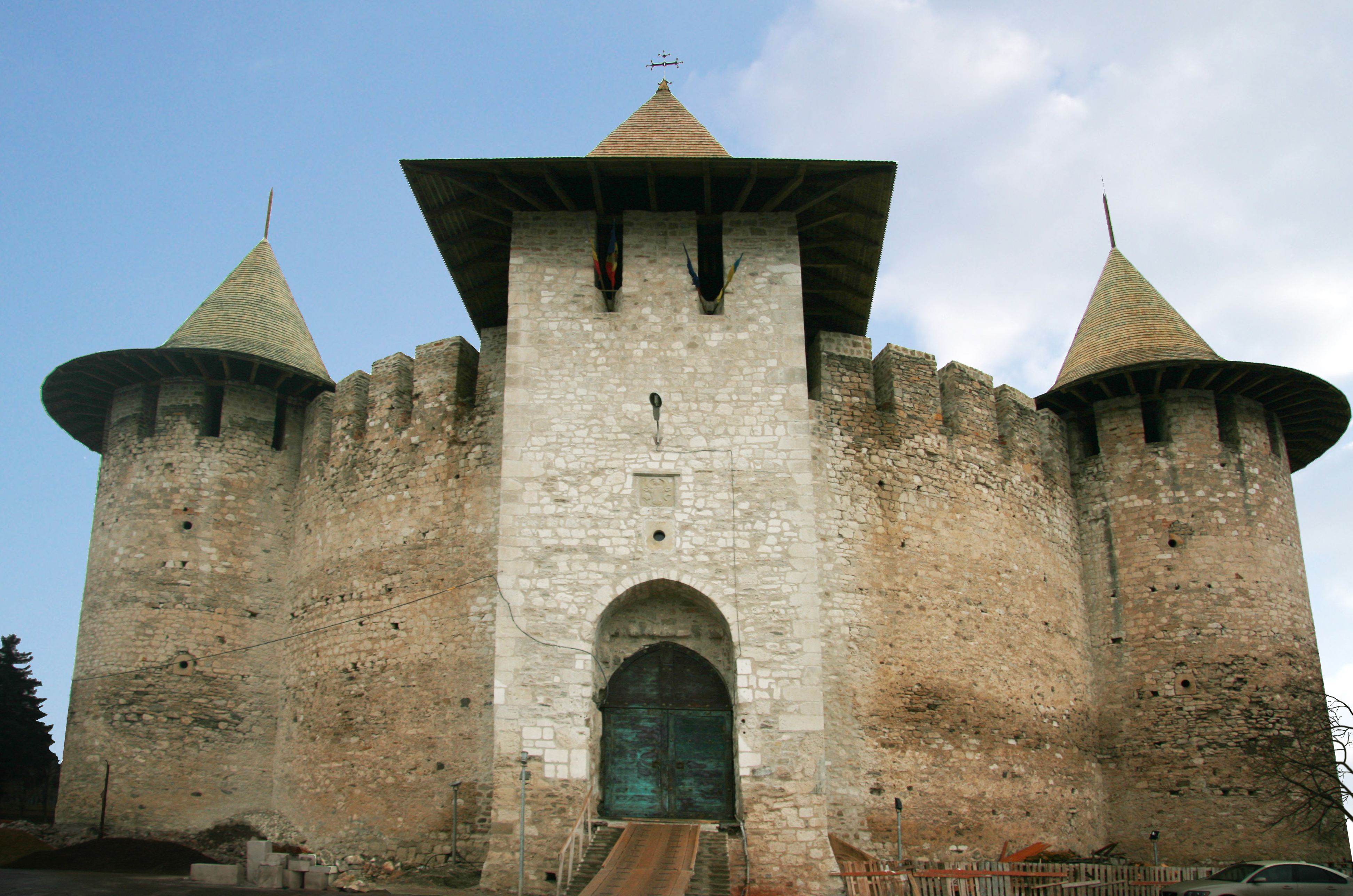
Cetatea, cu capul de bour deasupra intrării
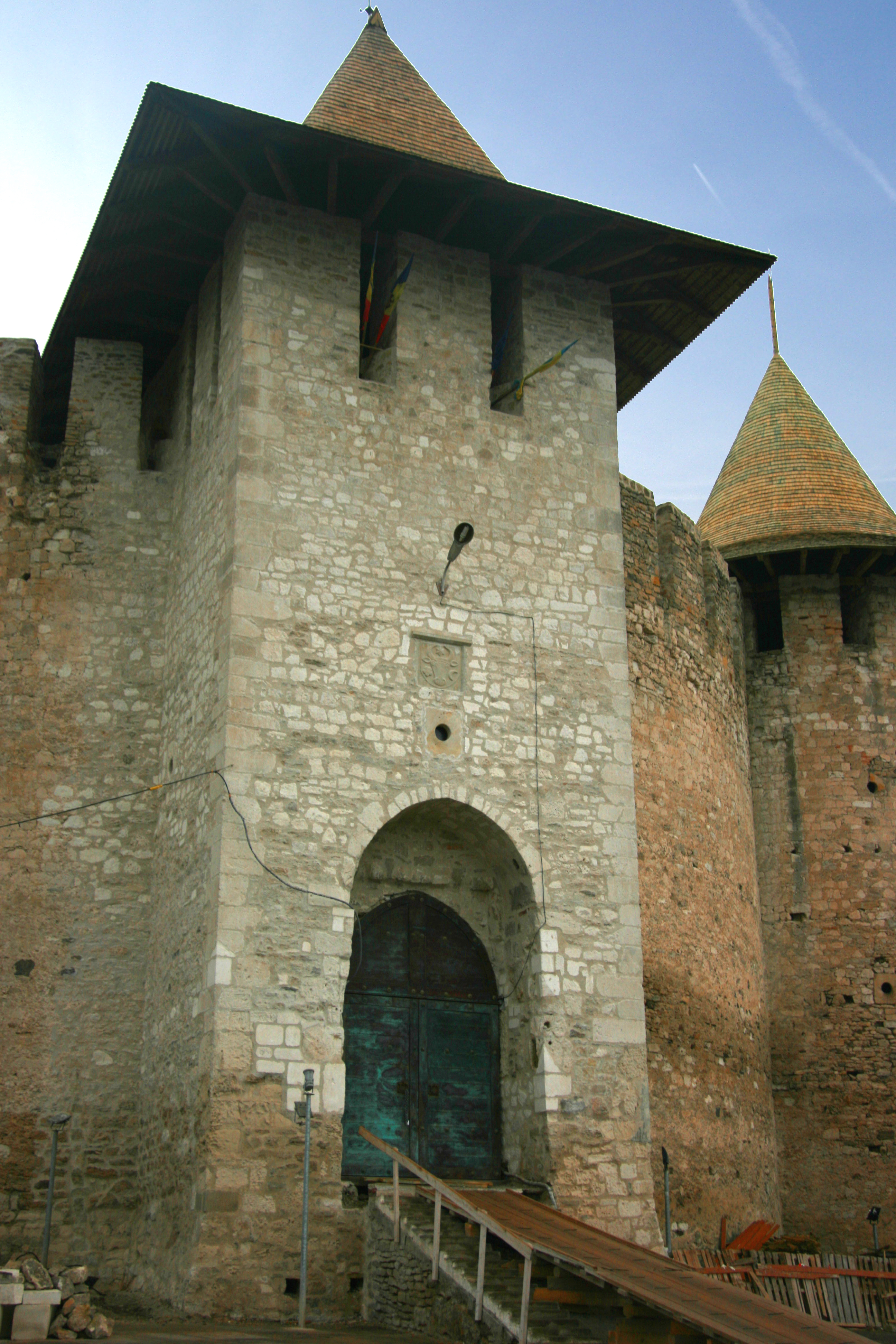
Turnul de intrare
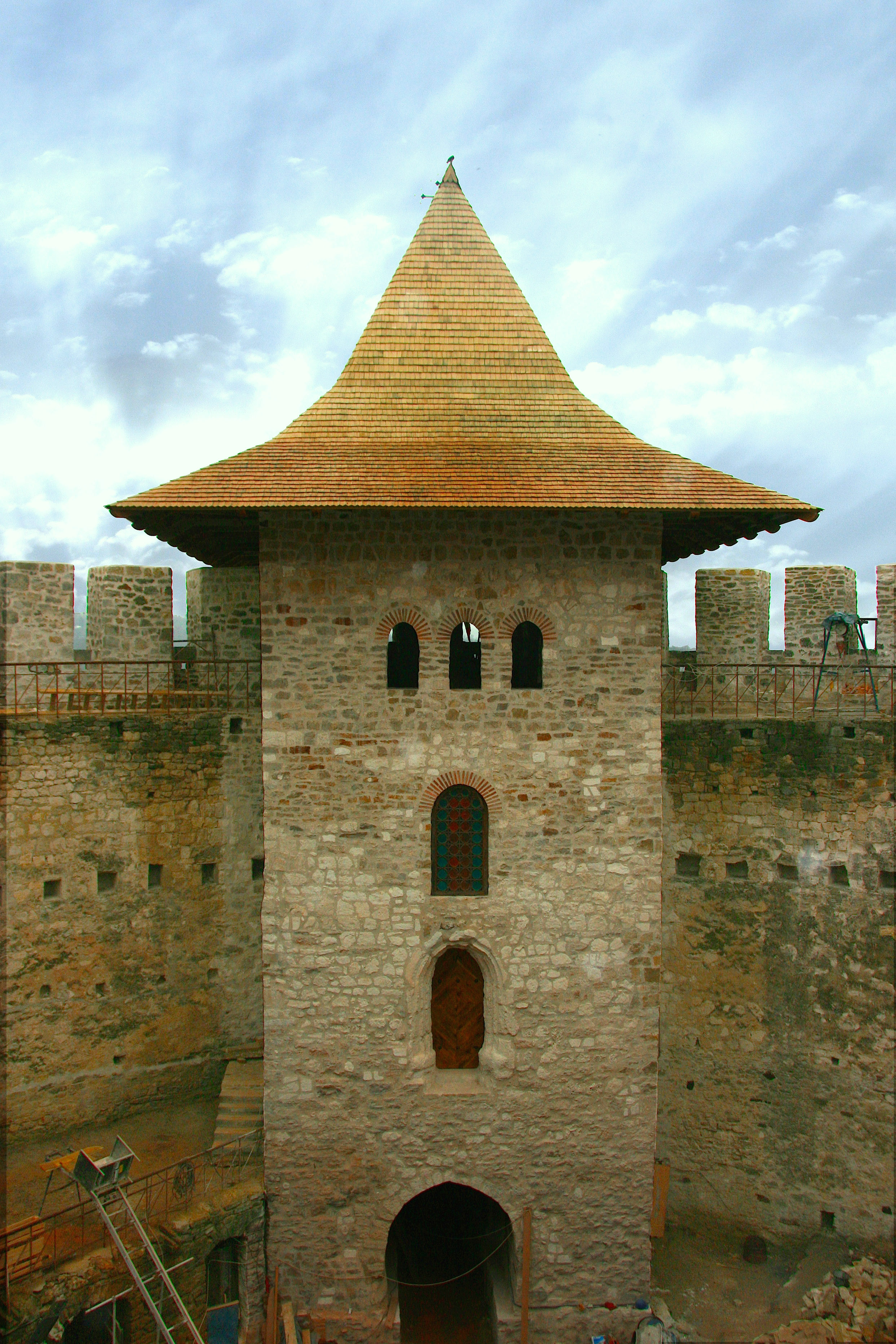
Turnul de intrare, dinăuntru
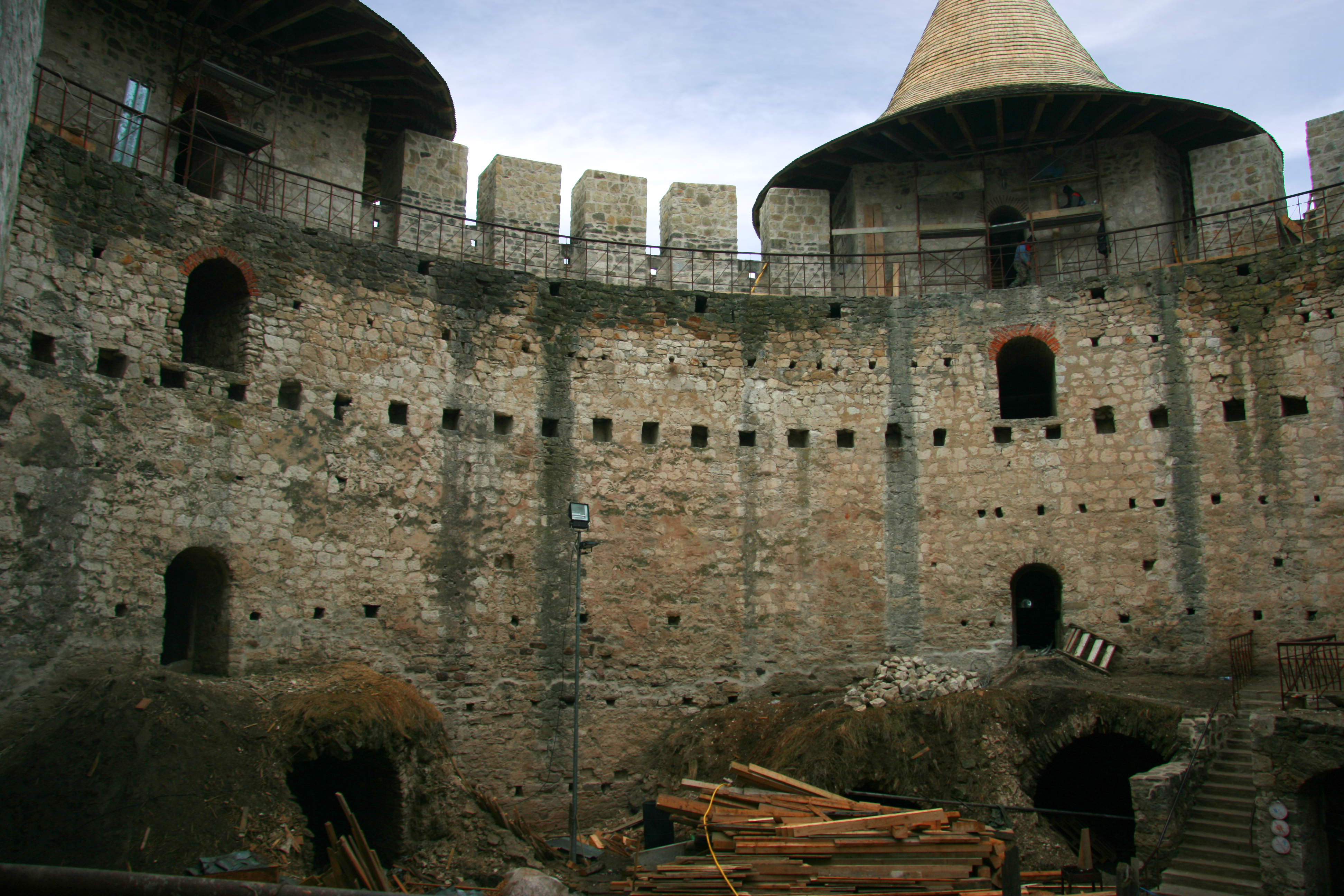
Curtea în renovare
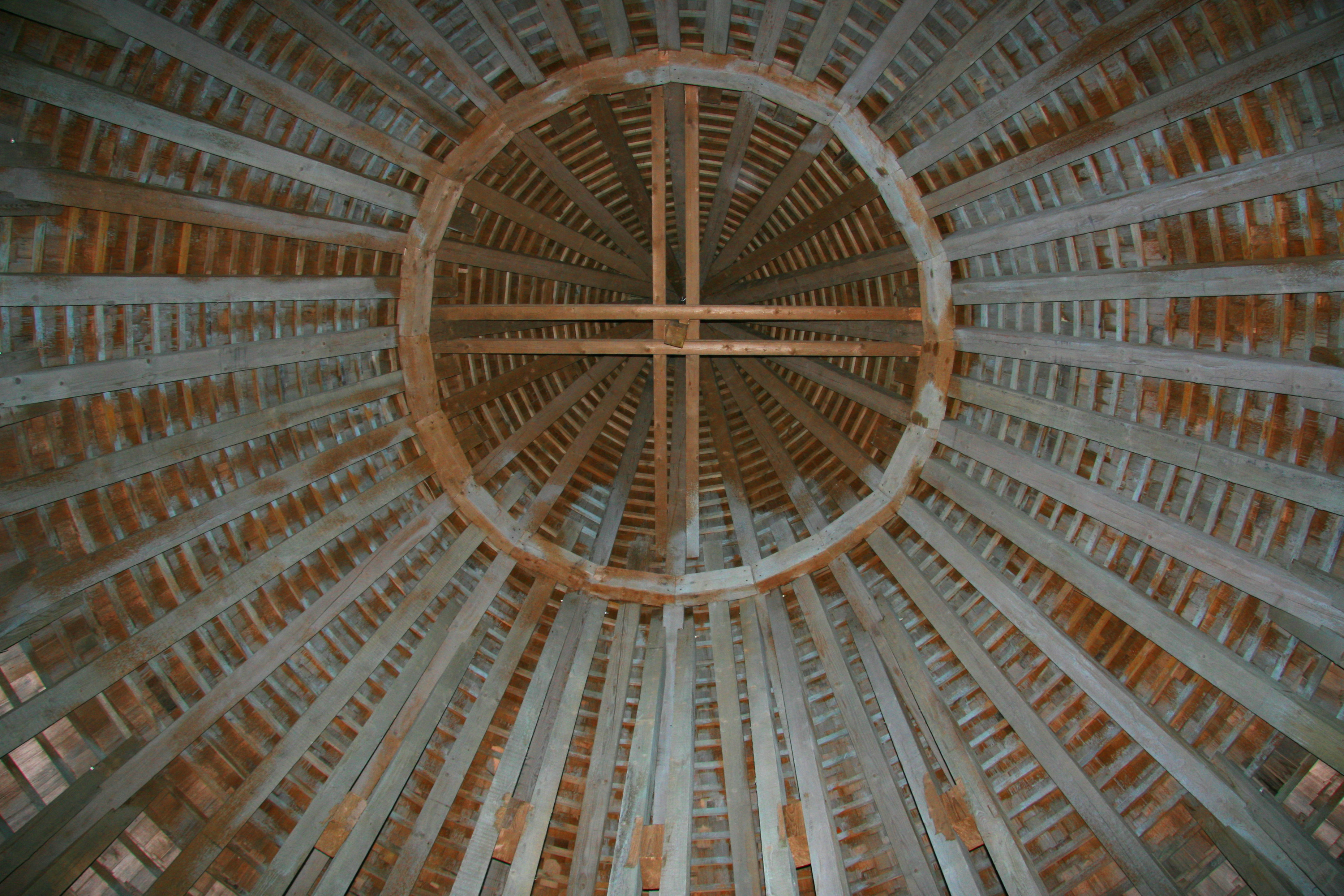
Șarpanta unui acoperiș
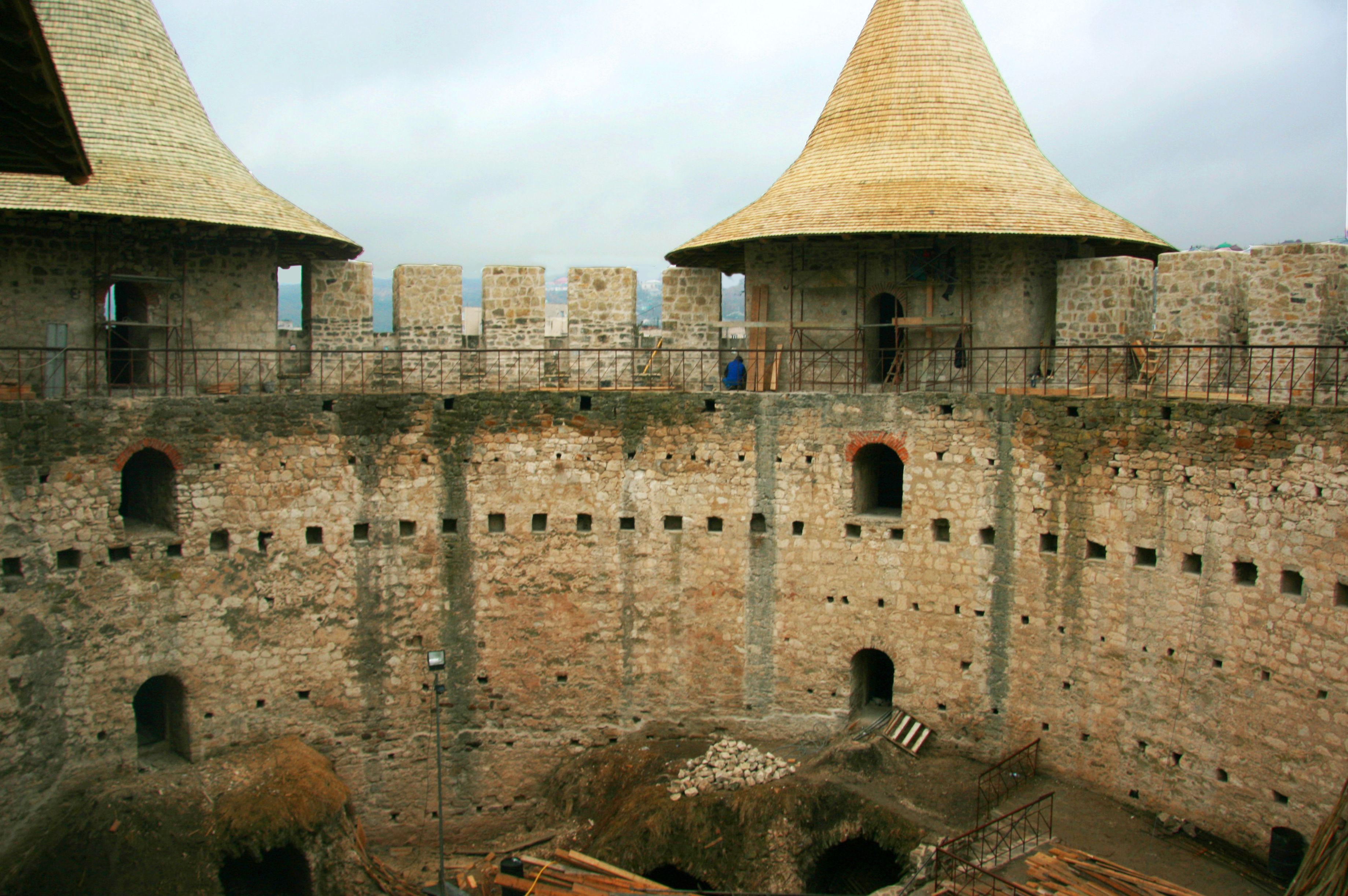
Curtea
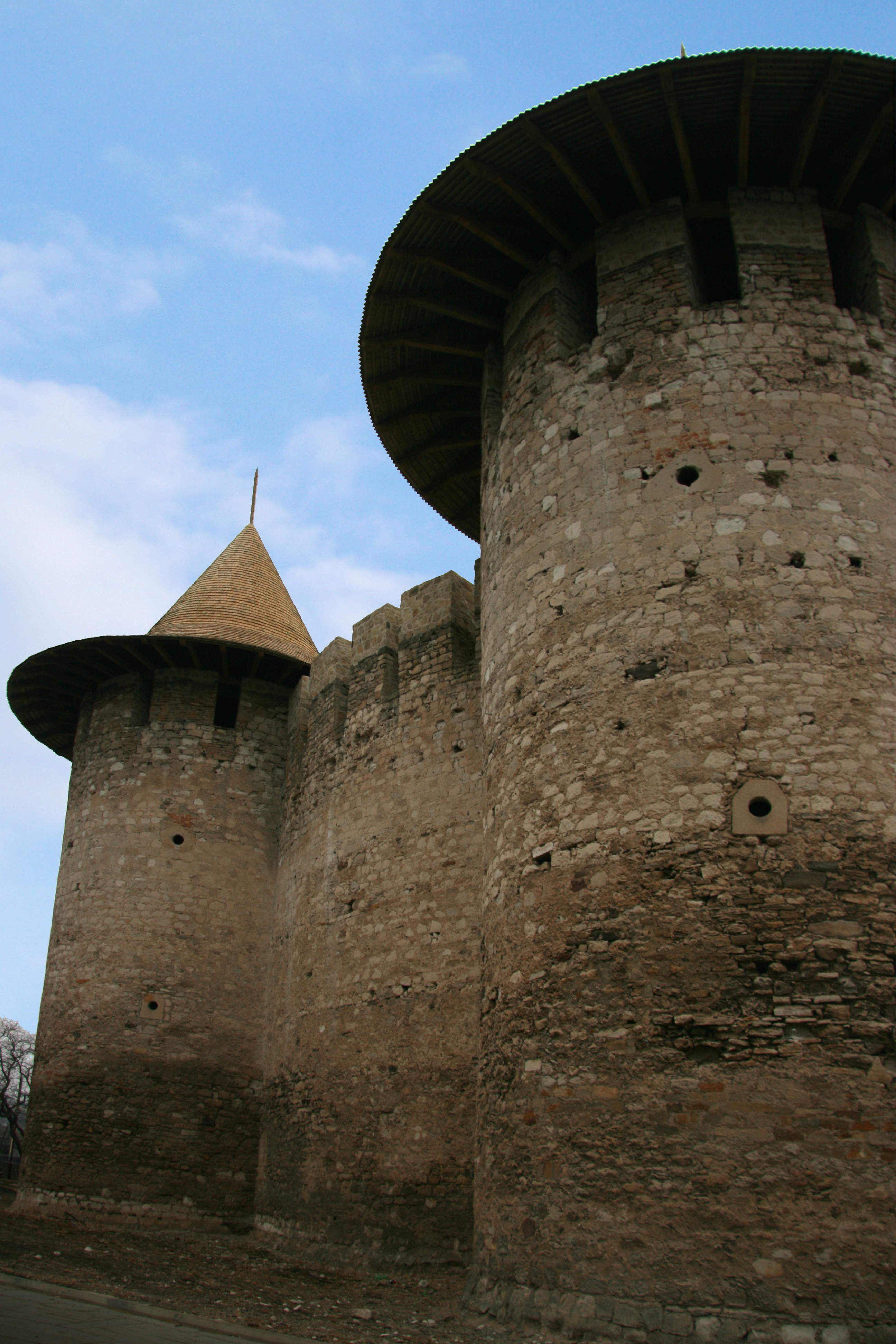
Zidurile estice

### 2011

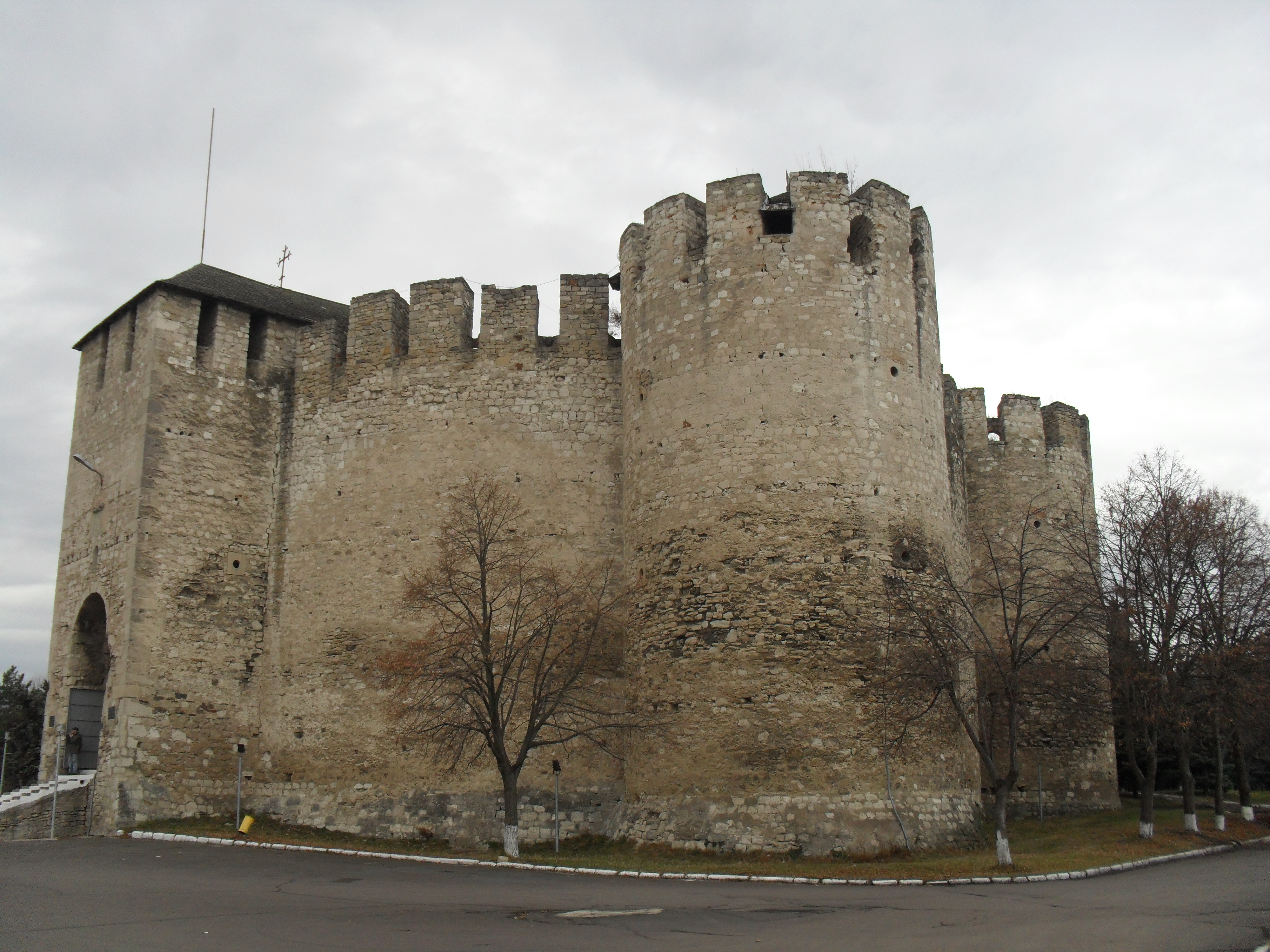
Vedere de ansamblu dinspre sud-est
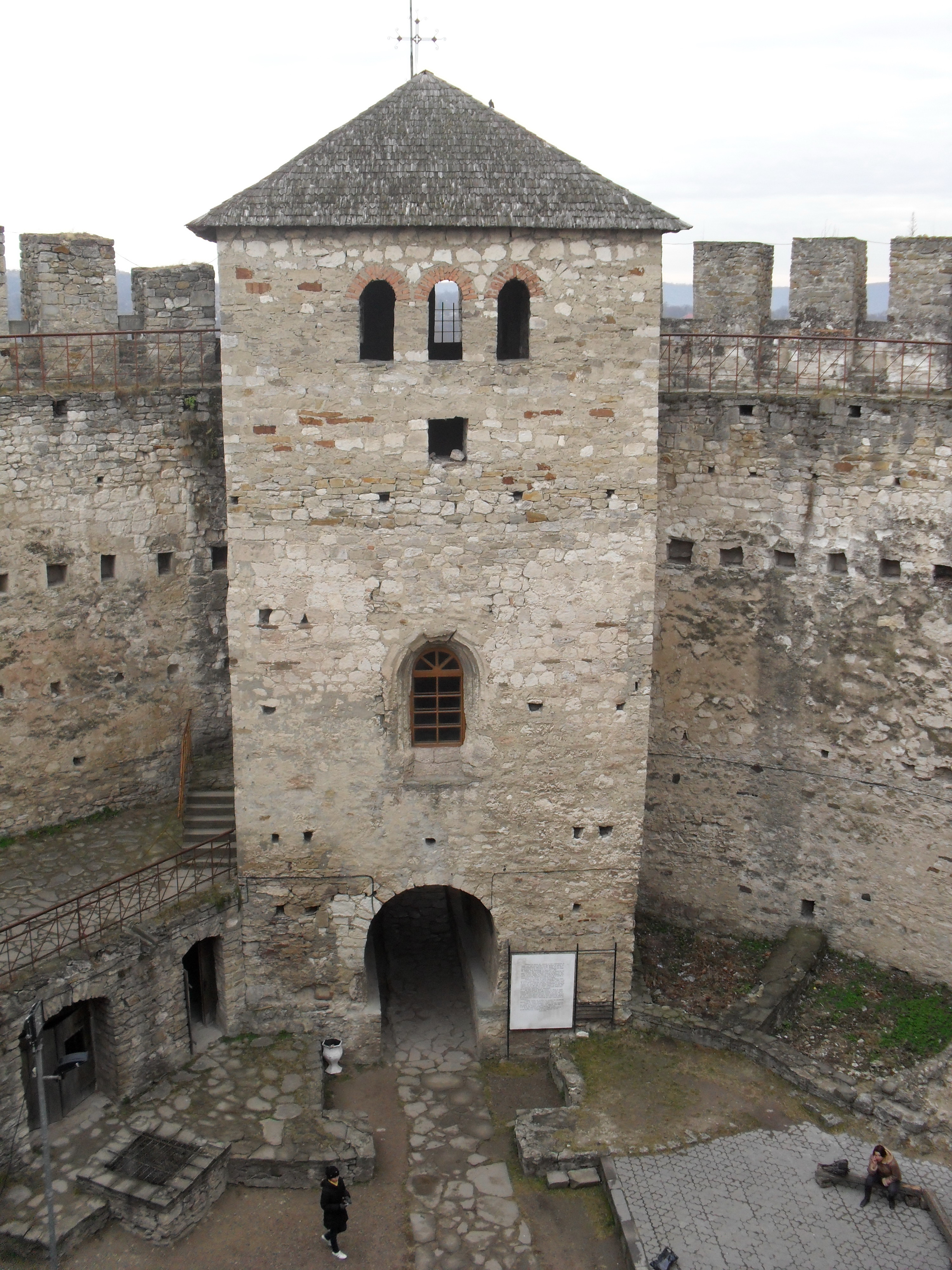
Turnul porții văzut din curte
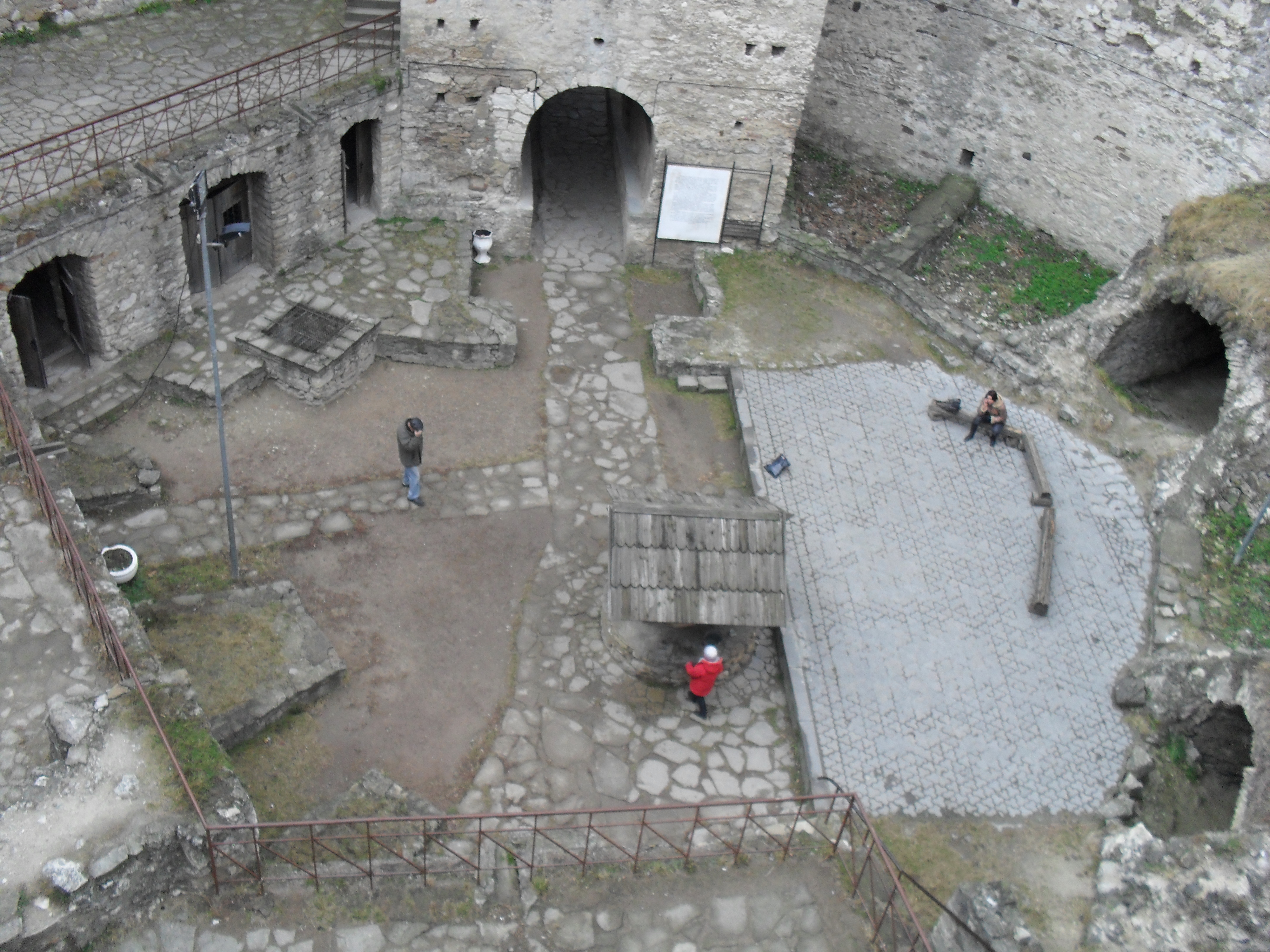
Curtea interioară în lucrări
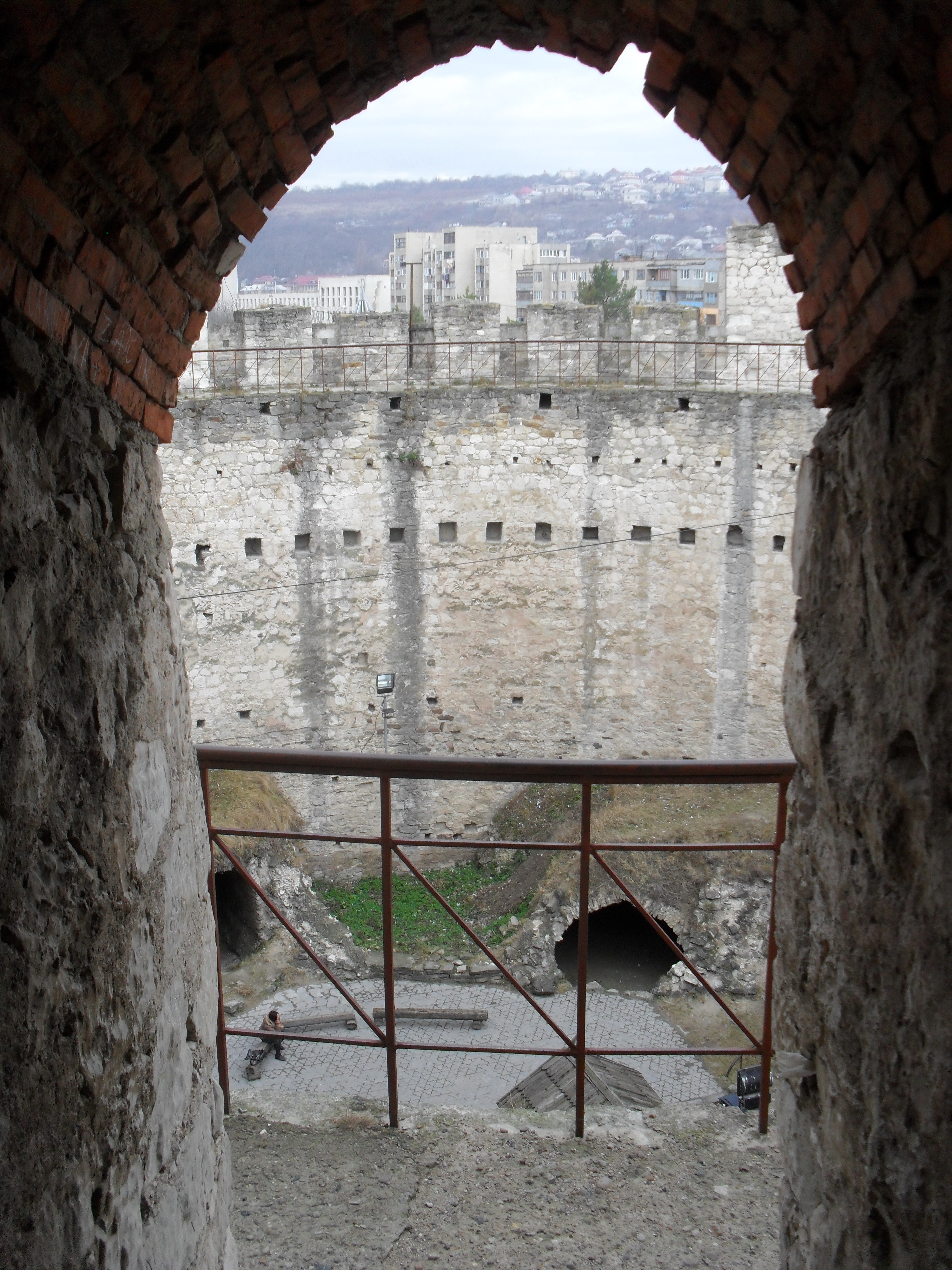
Dintr-un turn
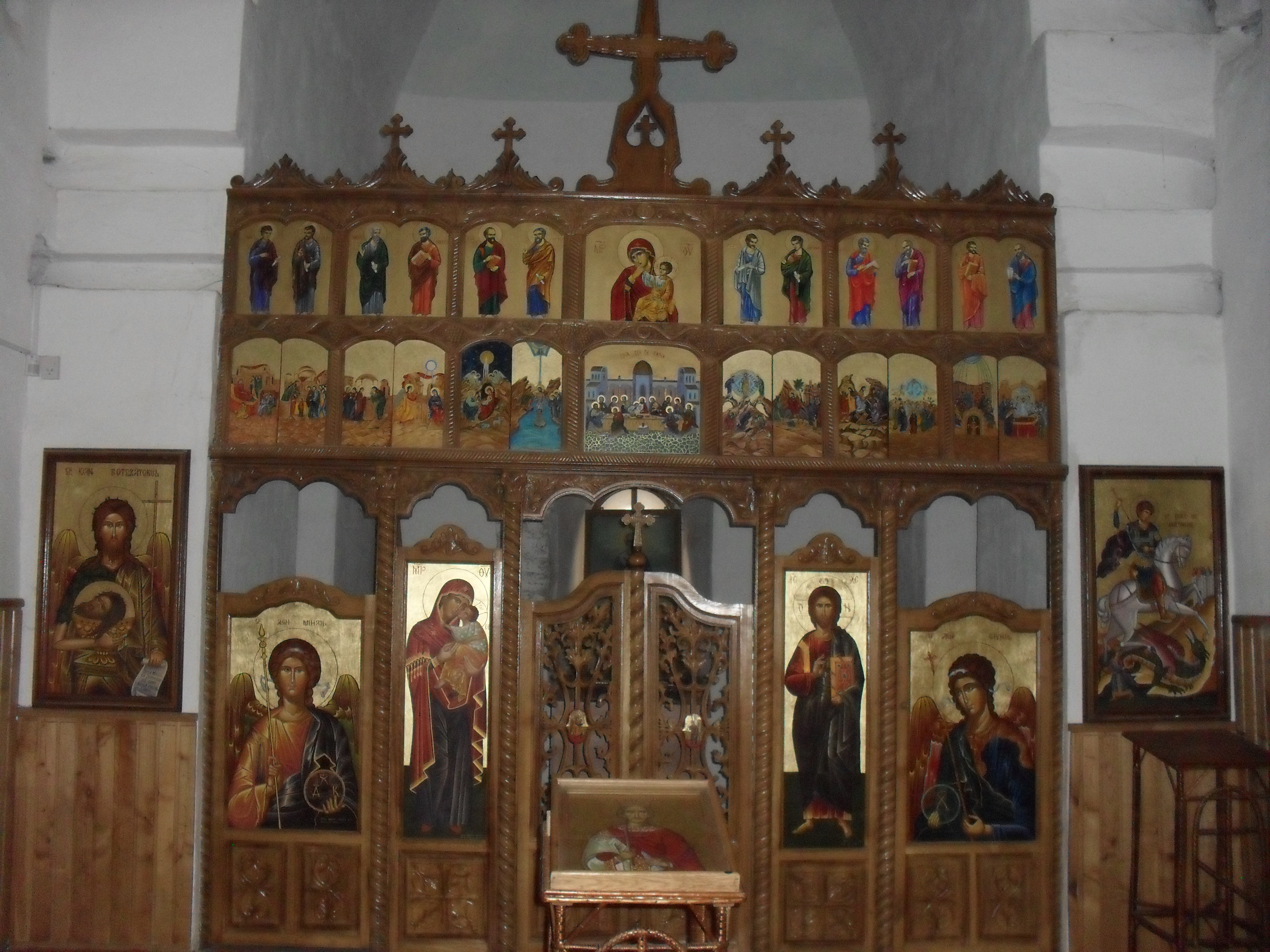
În biserica din cetate
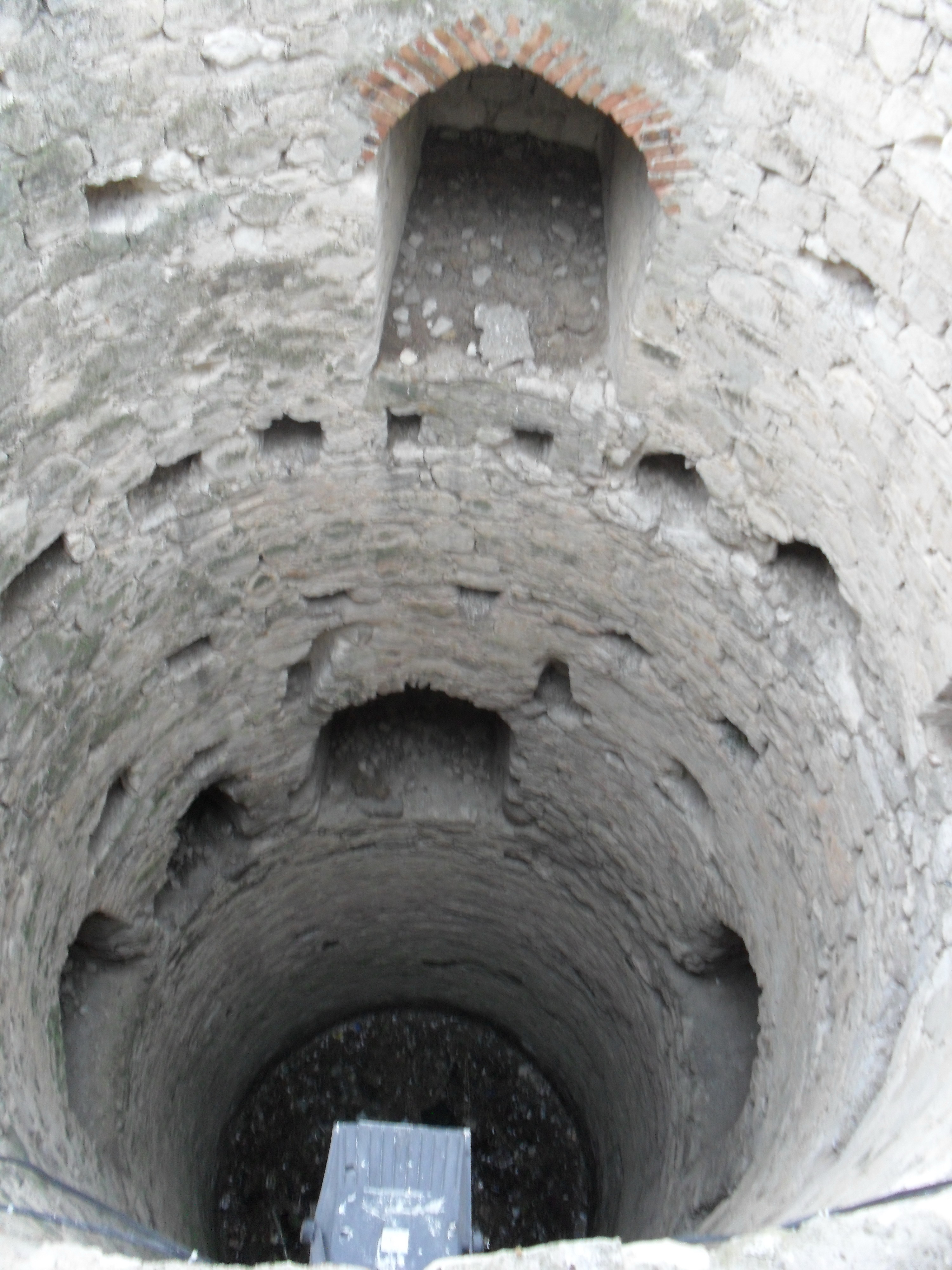
Interiorul unui turn (avea caturi pe bârne și podele de lemn)

### 2006

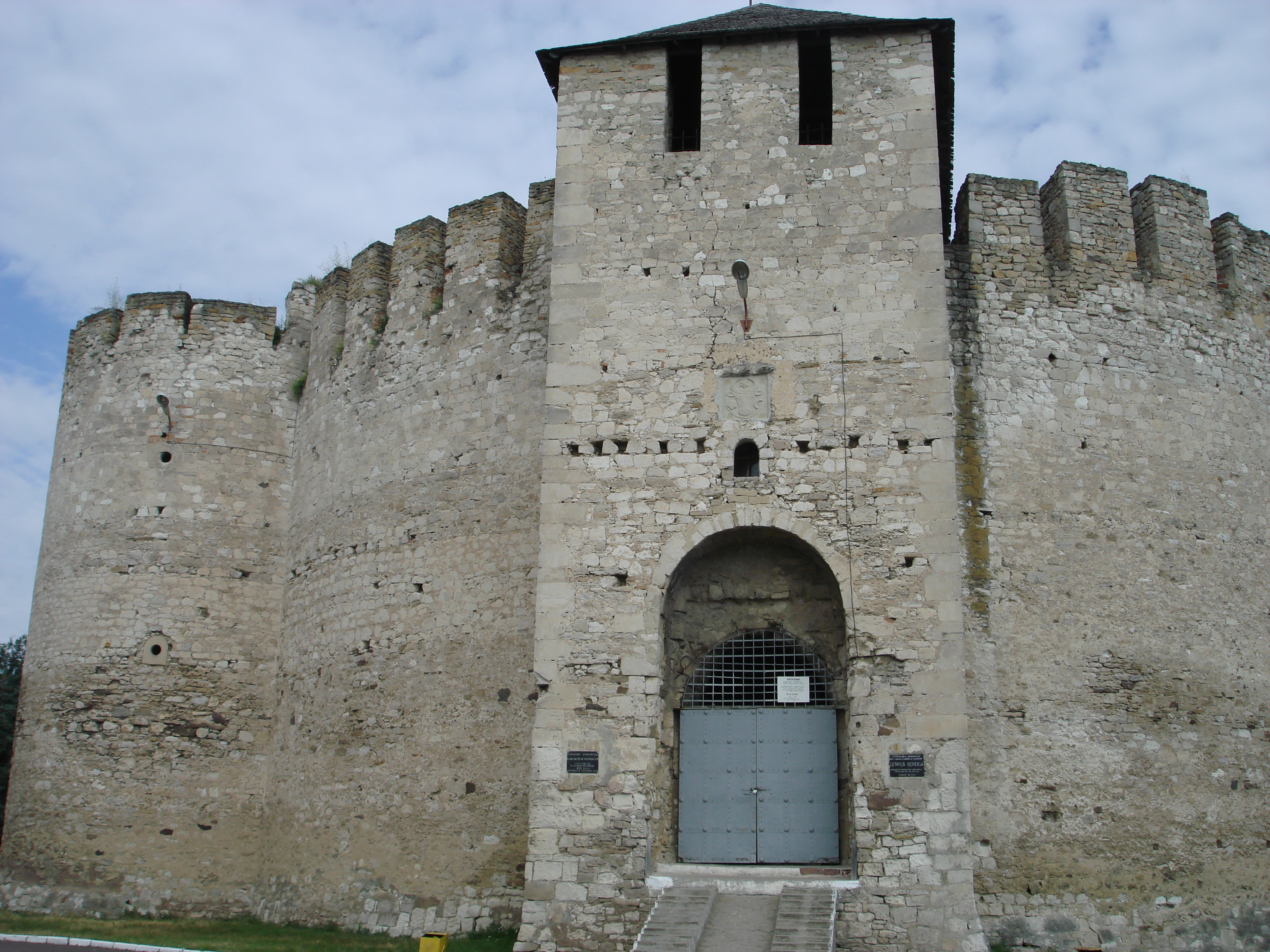
Cetatea (înainte de renovare)
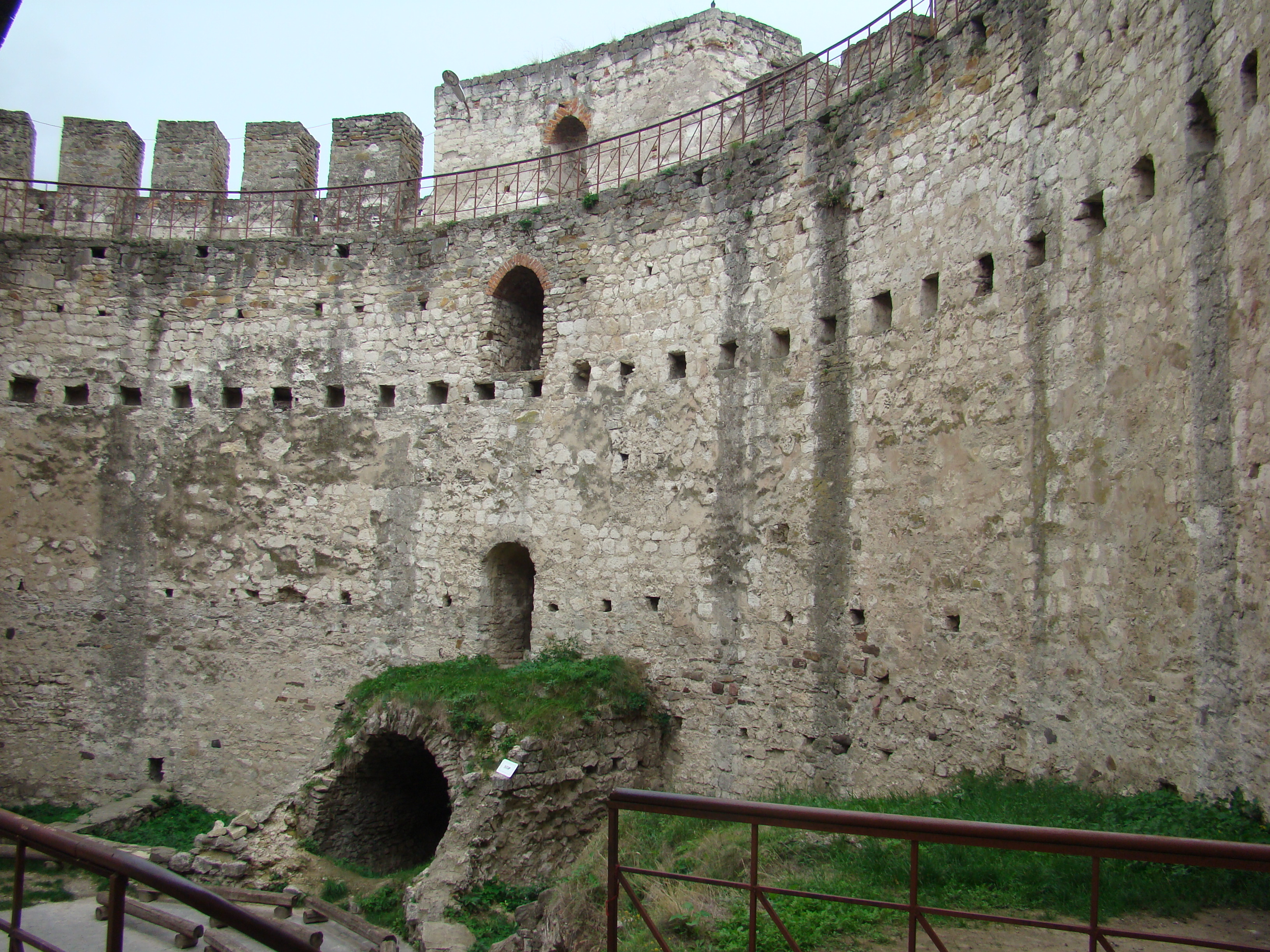
Curtea
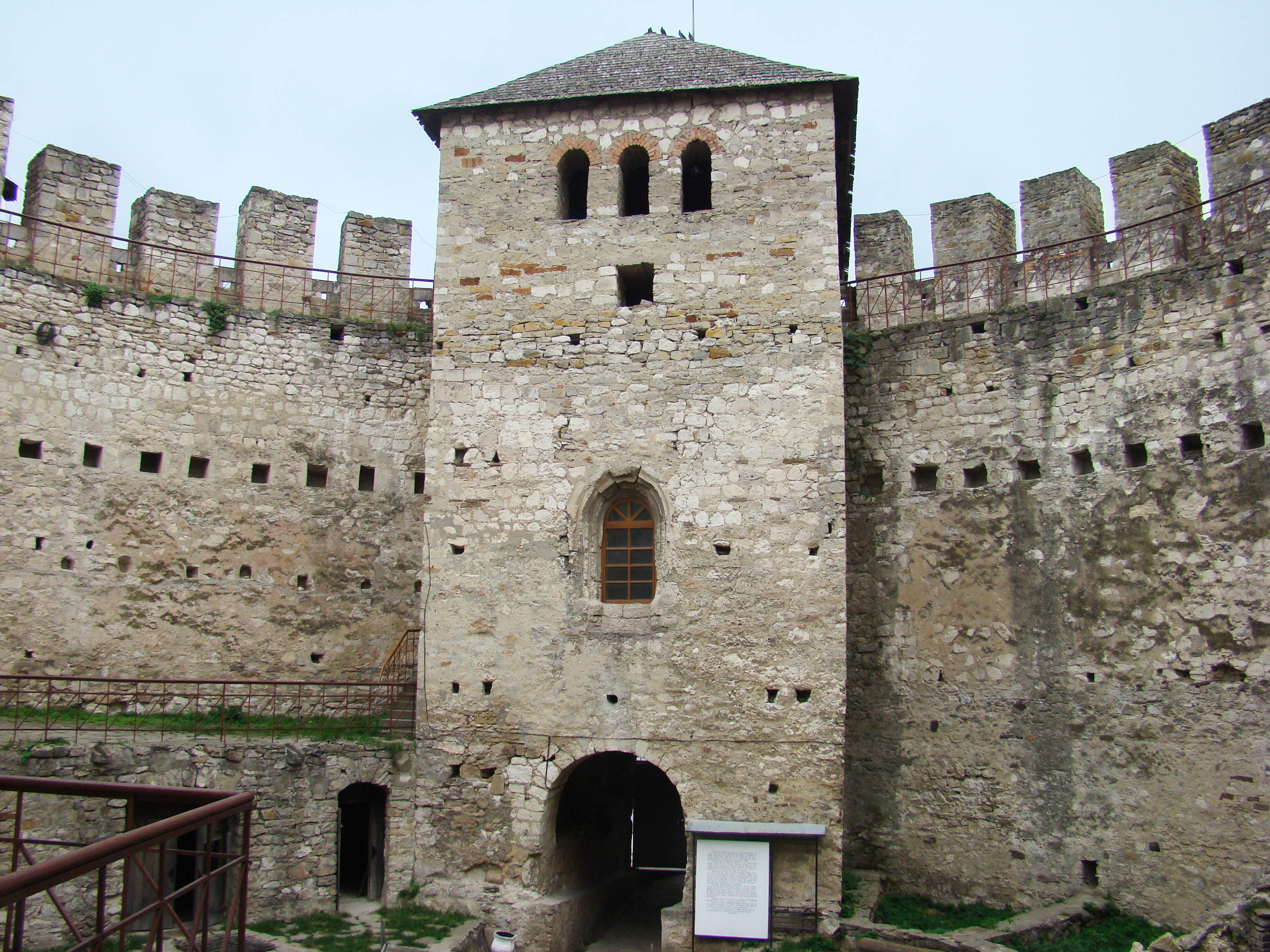
Turnul porții văzut din curte
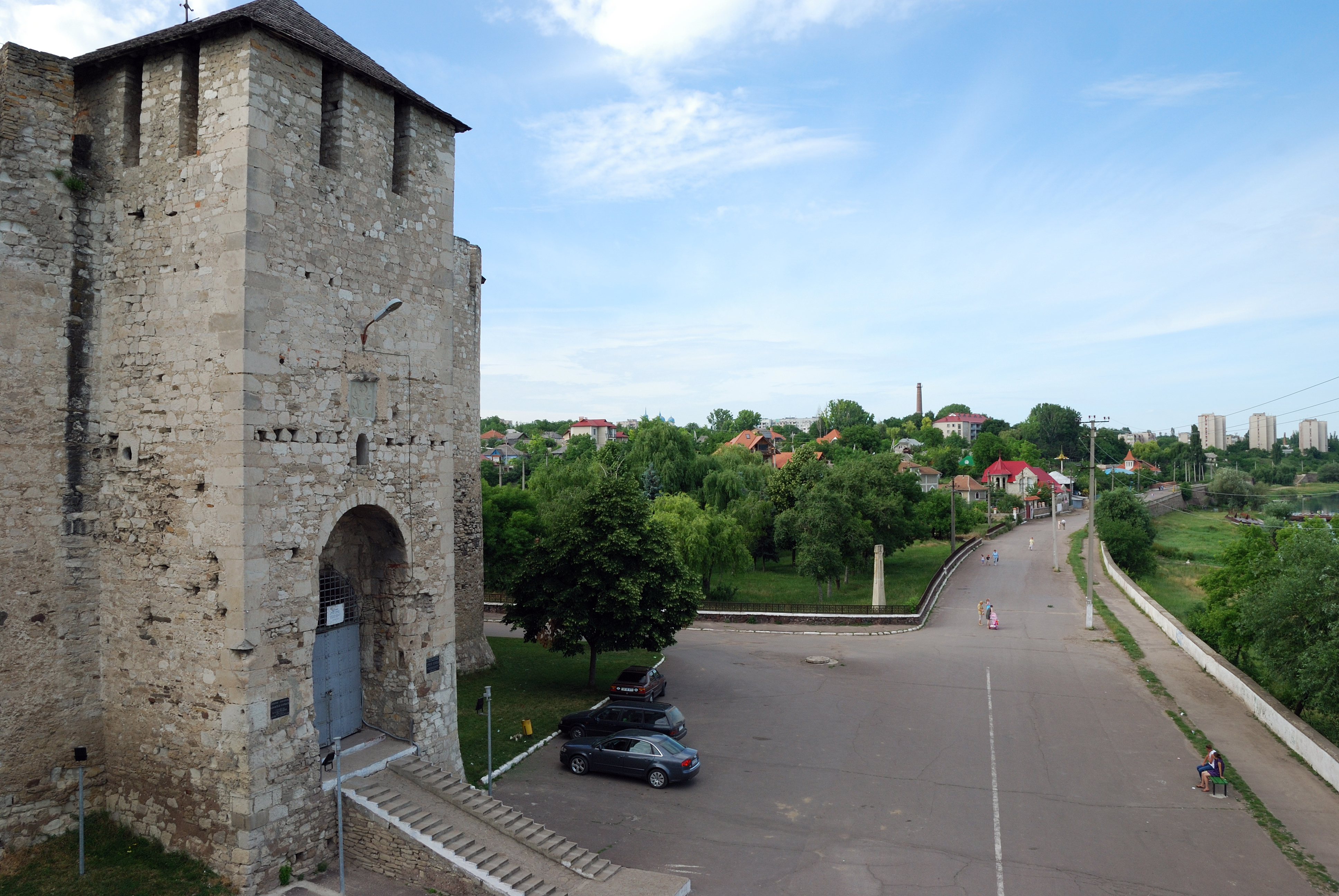
Drumul pe malul Nistrului (odinioară „calea hotarnicilor”)
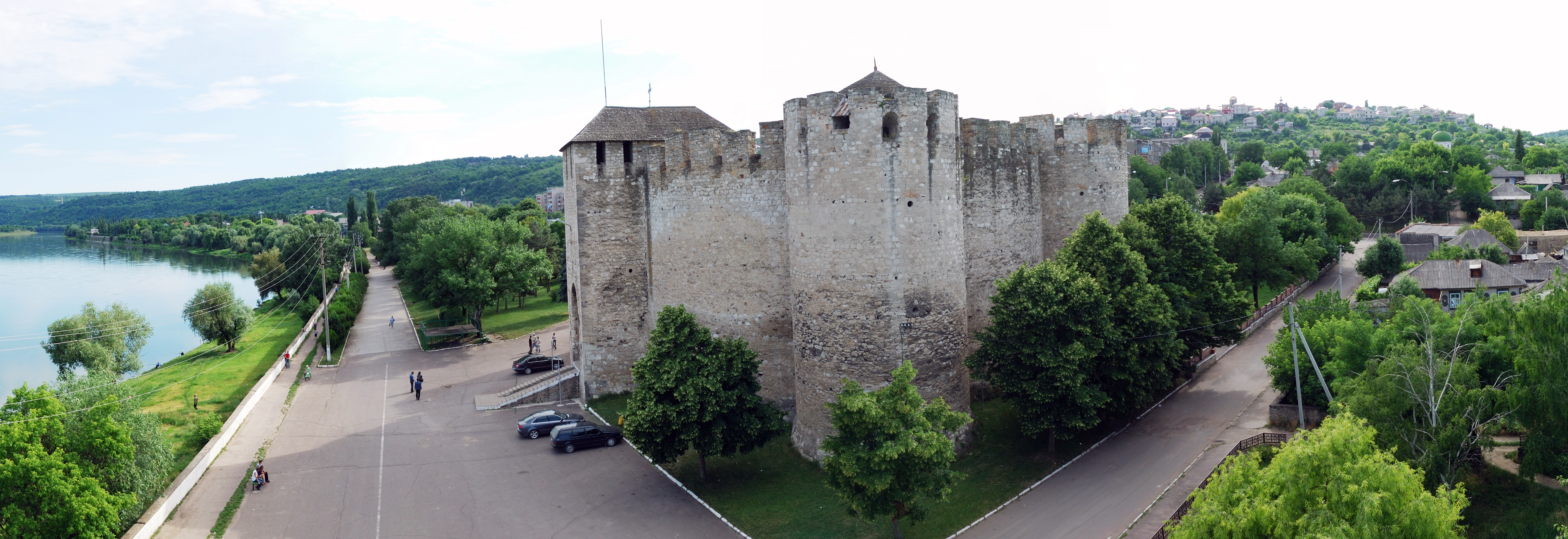
Priveliștea cetății dinspre sud-est

### Anii 1980

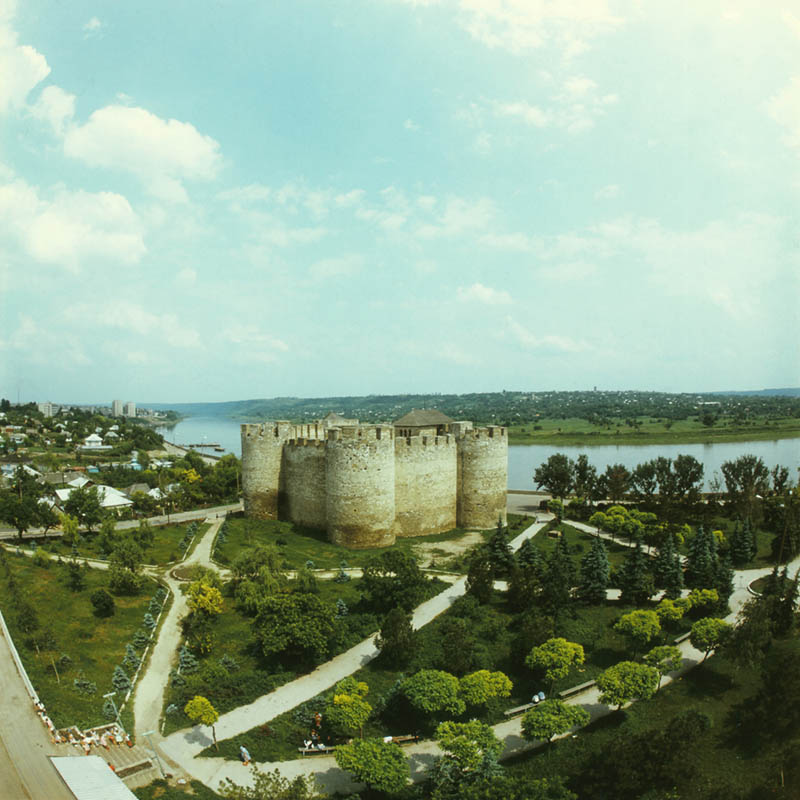
Cetatea in anul 1980
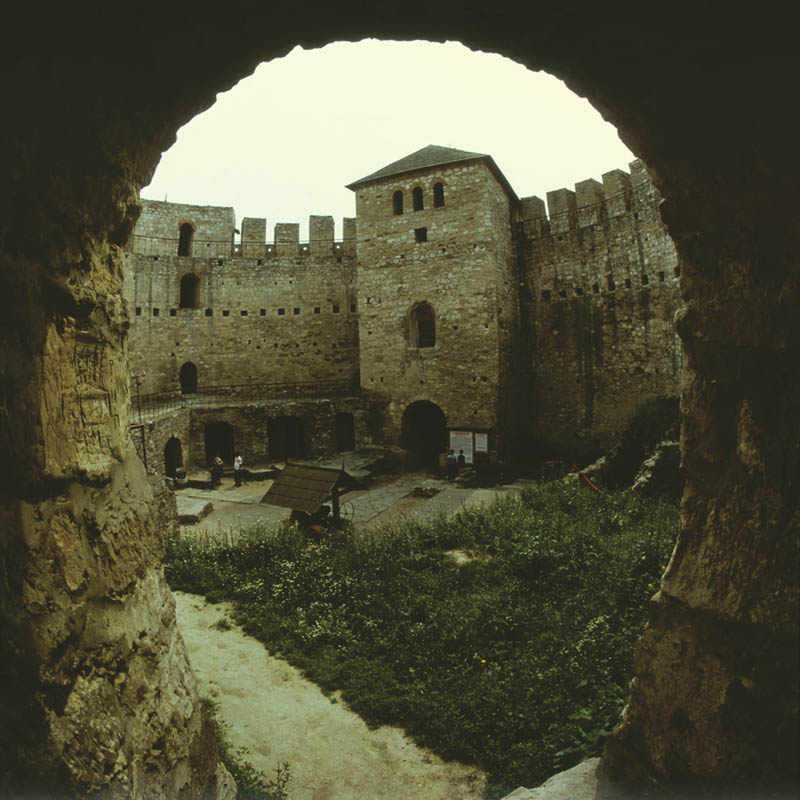
Curtea în același an
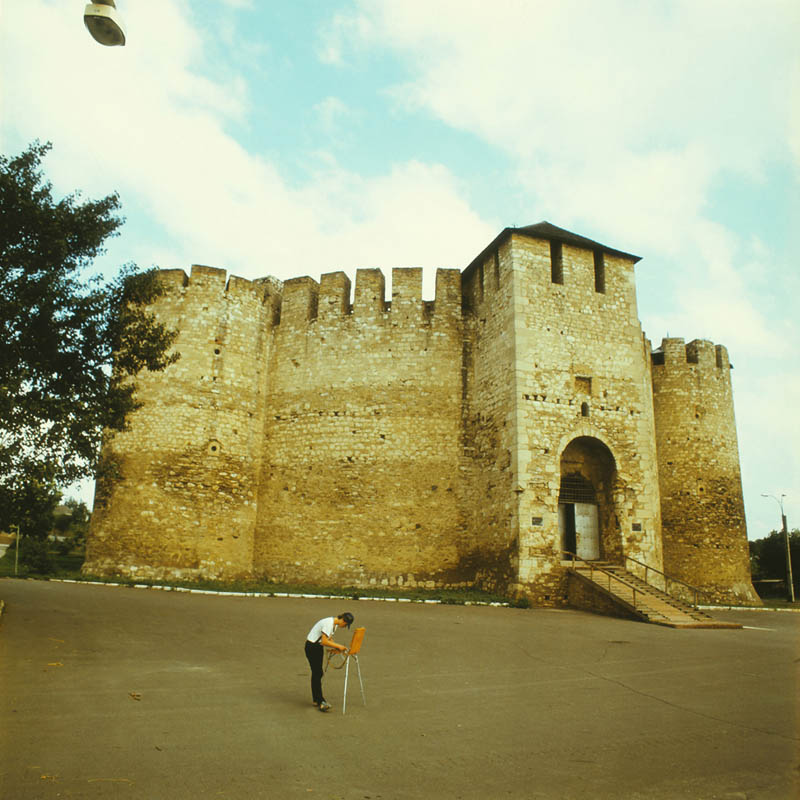
Cetatea în 1985, cu capul de bour scos
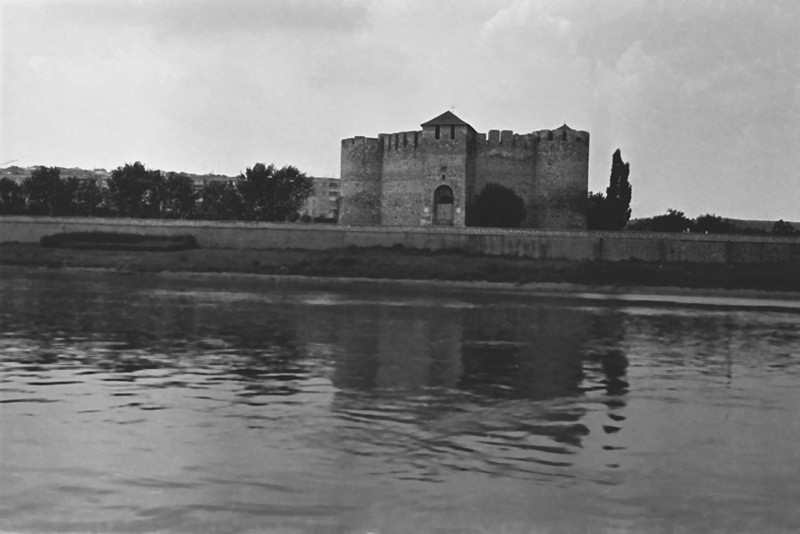
În același an, văzută de pe malul ucrainean

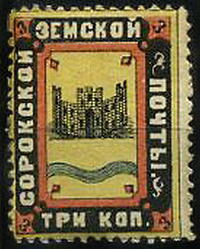
Marcă poștală țaristă cu cetatea, din 1879
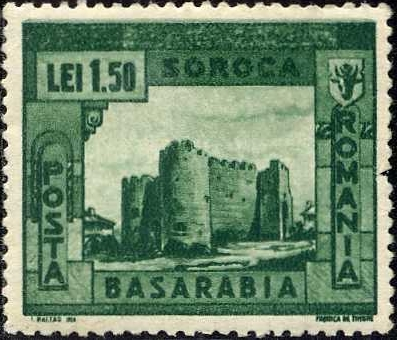
Marcă poștală regală cu cetatea, din 1941
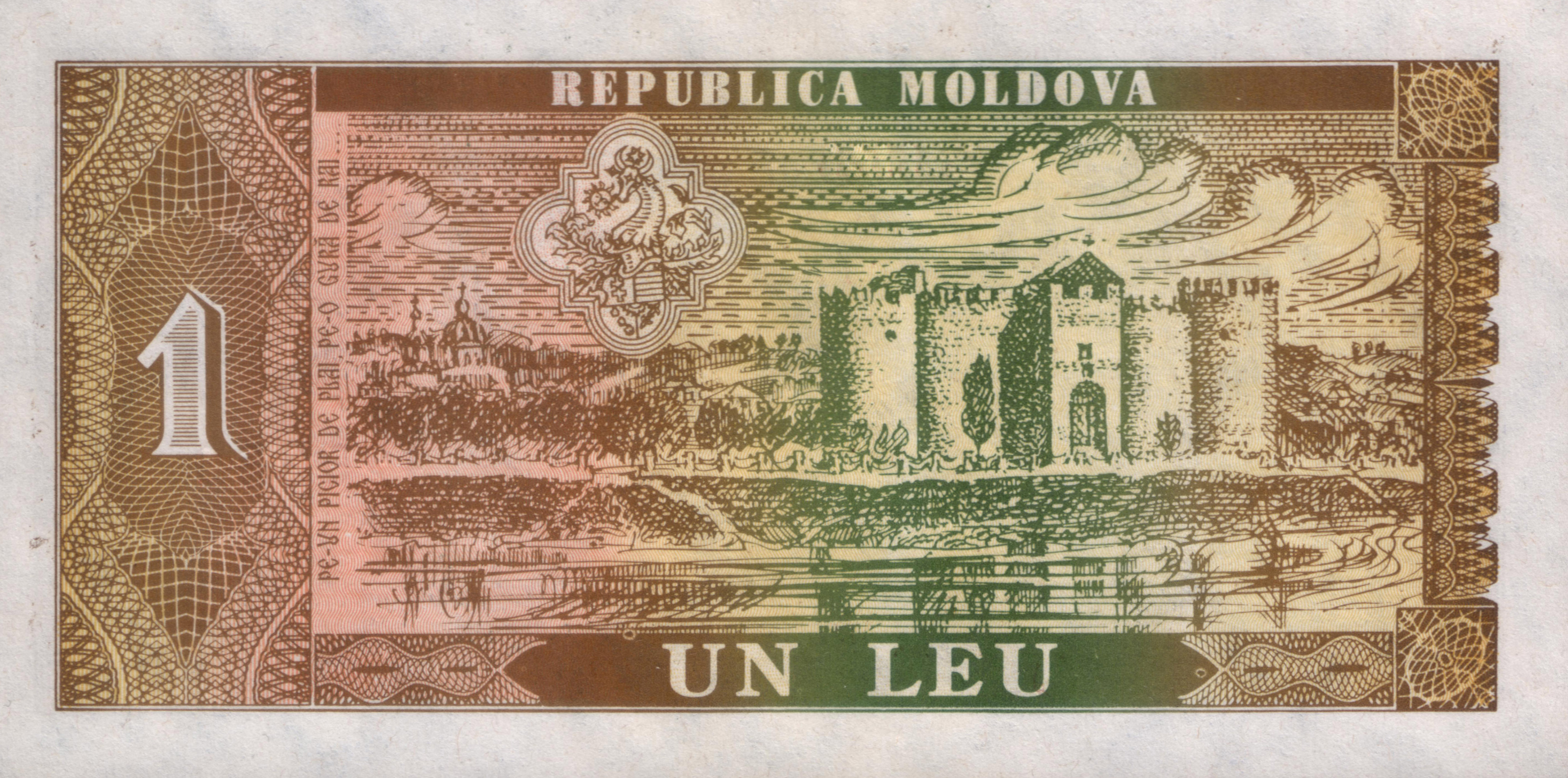
Cetatea pe un leu moldovenesc (1992; serie scoasă din circulație)
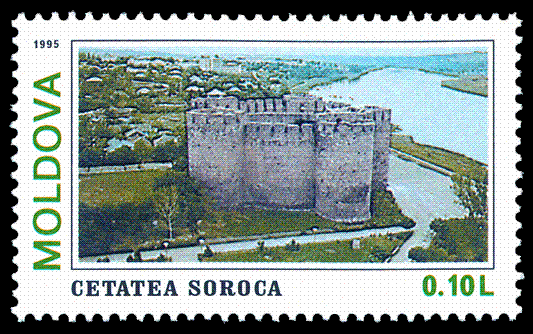
Marcă poștală moldovenească cu cetatea, din 1995
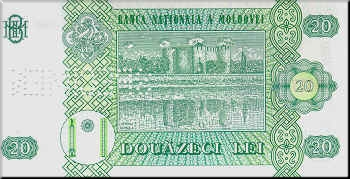
Cetatea dinspre Nistru, pe bancnota de 20 de lei moldovenești.
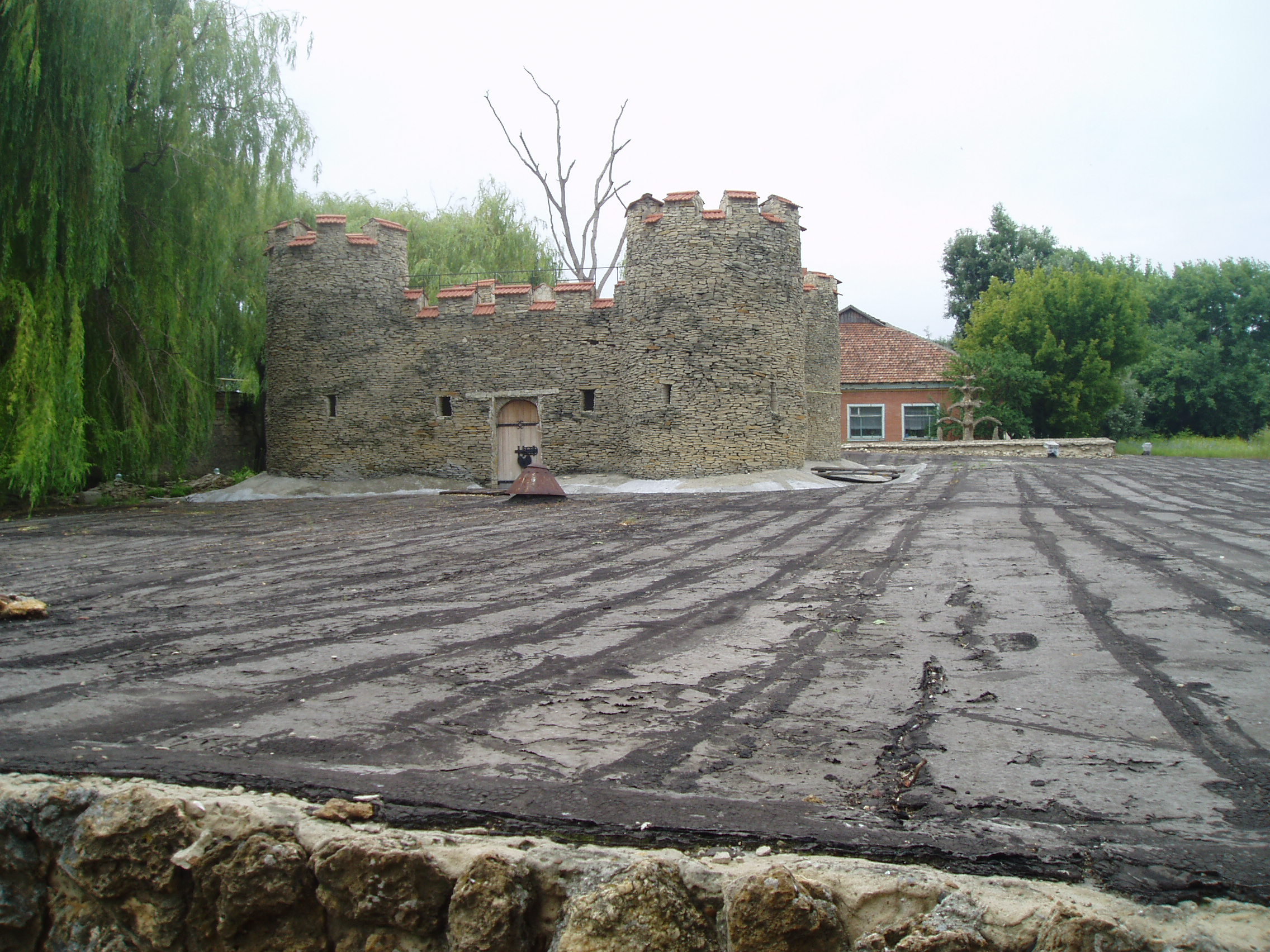
Replica cetății la vinăria Cojușna.